# كريمة المروزية
كريمة المروزية فقيهة وعالمة بالحديث النبوي (365 - 463 هـ = 975 - 1070 م).

## اسمها ونشأتها
هي أم الكرام كريمة بنت أحمد بن محمد بن حاتم المروزية، عاشت مئة سنة وماتت بكراً، أطلق عليها المؤرخون لقب «أم الكرام» لدورها الكبير في خدمة الإسلام وعلومه، جاورت المسجد الحرام في مكة، ورحلت في طلب العلم مع والدها، وعاشت حياتها تحفظ وتروي وتتعلم وتُعلم، وتتلمذ على يدها كبار الفقهاء في عصرها، ووصفت بأنها كانت محدثة فاضلة ذات فهم ونباهة، وإليها انتهى علو الإسناد لصحيح البخاري، حيث اشتُهرت برواية صحيح البخاري وإسماعه، فارتبط اسمها باسم صحيح البخاري، فلا يكاد أحد يترجم لها إلا أشار إلى ذلك.
قال عنها الذهبي: «الشيخة، العالمة، الفاضلة، المسندة، أم الكرام كريمة بنت أحمد بن محمد بن حاتم المروزية المجاورة بحرم الله.... وكانت إذا روت قابلت بأصلها، ولها فهم ومعرفة مع الخير والتعبد. روت "الصحيح" مرات كثيرة: مرة بقراءة أبي بكر الخطيب في أيام الموسم، وماتت بكرا لم تتزوج أبدا.»
وقال أبو بكر بن منصور السمعاني: سمعت الوالد يذكر كريمة، ويقول: وهل رأى إنسان مثل كريمة؟.
قال أبو بكر: وسمعت بنت أخي كريمة تقول: لم تتزوج كريمة قط، وكان أبوها من كشميهن وأمها من أولاد السياري وخرج بها أبوها إلى بيت المقدس، وعاد بها إلى مكة، وكانت قد بلغت المائة.

## سمعت من
تلقت أم الكرام علوم الفقه من كبار الفقهاء والعلماء أمثال: زاهر بن أحمد السرخسي، وعبد الله بن يوسف بن بامويه الأصبهاني، وسمعتْ من أبي الهيثم الكشميهني صحيح البخاري.

## حدث عنها
الخطيب، وأبو الغنائم النرسي، وأبو طالب الحسين بن محمد الزينبي، ومحمد بن بركات السعيدي، وعلي بن الحسين الفراء، وعبد الله بن محمد بن صدقة بن الغزال، وأبو القاسم علي بن إبراهيم النسيب، وأبو المظفر منصور بن السمعاني، وآخرون.
قال أبو الغنائم النرسي: أخرجت كريمة إلي النسخة «بالصحيح» فقعدت بحذائها، وكتبت سبع أوراق، وقرأتها، وكنت أريد أن أعارض وحدي، فقالت : لا حتى تعارض معي. فعارضت معها. قال: وقرأت عليها من حديث زاهر.

## وفاتها
توفيت سنة 463 هـ.

## وصلات خارجية
- كريمة المرزوية.. راوية البخاري وأم الكرام
- أم الكرام المروزية ونسختها من صحيح البخاري